# Tengo 17 años
Tengo 17 años es una película española dirigida por José María Forqué, estrenada el 4 de junio de 1964 y protagonizada por Rocío Dúrcal. Se trata de una adaptación muy libre y modernizada de las historias de Blancanieves y Caperucita Roja.

## Argumento
Rocío (Rocío Dúrcal) es hija de una familia acomodada que perdió a su madre cuando era pequeña, con 17 años decide escaparse de casa, ya que aunque su posición económica es buena, no se encuentra querida en su seno familiar, especialmente por su madrastra (Luz Márquez), sintiendo además miedo y culpa porque robó una pitillera de oro perteneciente a la familia para financiar una función escolar. En su huida decide quedarse en una casa habitada por un abuelo, un padre y cinco hijos todos alfareros, a los que tras la sorpresa de su llegada, les cambiará la vida...

## Reparto
- Rocío Dúrcal como Rocío / Natalia
- Pedro Osinaga como David
- Roberto Font como El abuelo
- Luis Peña como Mauro
- Luz Márquez como Madre de Rocio
- Luis Morris como Doroteo
- Ricardo Ferrante como Daniel
- José Morales como Dimas
- Emilio Gutiérrez Caba como Damián
- Rafael Guerrero como Pedro
- Mario Morales como Empleado gasolinera
- Josefina Serratosa como Telefonista
- Amparo Baró como Tendera
- Beatriz Peña como Lola
- Ricardo Palacios como Cleo
- Agustín González como Inspector Belzuce
- Ángel Ter como El prestamista
- Elisa Méndez como Ama
- Venancio Muro como Cayetano
- Félix Dafauce como Eusebio
- Diego Hurtado como Padre de Rocío

No acreditados
- Juan Cazalilla como Baldomero
- Alicia Hermida como Empleada disfraces Cornejo
- Rufino Inglés como Don Jorge inspector jefe
- Antonio Moreno como Guardia
- Ángel Ortiz como Chófer

## Observaciones
Rocío Dúrcal grabó un disco de villancicos para esta película. 